# چتام (حوزه سرشماری)، ماساچوست
چتام (به انگلیسی: Chatham) یک منطقهٔ مسکونی در ایالات متحده آمریکا است که در شهرستان برنستبل، ماساچوست واقع شده‌است. چتام ۹٫۰ کیلومتر مربع مساحت و ۱٬۴۲۱ نفر جمعیت دارد و ۴ متر بالاتر از سطح دریا واقع شده‌است.